# Václavíkův mlýn
Václavíkův mlýn (též Žehuňský mlýn nebo Žehuňský motorový mlýn) je zděná budova bývalého vodního mlýna v centru obce Žehuň na řece Cidlina. V roce 2000 byl Ministerstvem kultury České republiky prohlášen kulturní památkou České republiky.

## Historie
V roce 1787 stál na současném místě mlýna jiný, který od mlynářské rodiny Pohořeleckých zakoupil mlynář Josef Václavík. V roce 1819 mlýn vyhořel a Josefův syn Alois Václavík pak v roce 1857 přestavěl mlýn do dnešní podoby. Současně s novou budovou mlýna vznikla tehdy i vodní pila. V roce 1930 vlastnil mlýn Zdeněk Václavík, který původní mlecí zařízení (3 mlýnská kola na svrchní vodu) modernizoval: instaloval Francisovu turbínu s výkonem 50 koní. Rodině Václavíkových patřil mlýn až do roku 1956. Poté byl zestátněn a byla v něm provozována škola a školní družina. V roce 1991 získala rodina Václavíkových mlýn v restituci zpět, stejně jako sousední Václavíkovu vilu. Potomci Václavíkových, rodina Šoltysových, vlastní objekt mlýna dosud.
Od roku 2000 je mlýn včetně pozemku chráněnou kulturní památkou. V současné době (doloženo od roku 2017) je budova mlýna prázdná a nevyužívá se.

## Architektura
Stavba má obdélníkový půdorys, je dvoupatrová s půdním polopatrem a je zakončena sedlovou střechou. Vzhledem k umístění ve svahu je na západní straně sklon dorovnán suterénem. Pod jednou střechou byl provozován jak samotný mlýn, tak obytná část. Zdivo je převážně opukové, štíty cihelné. Fasáda je utilitární, členěná pouze soklem a římsami. Vstupní portál je umístěn v hlavním (východním) průčelí. Na budově jsou na jižní fasádě dosud patrné zbytky nápisu VÁLCOVÝ MLÝN.

## Galerie

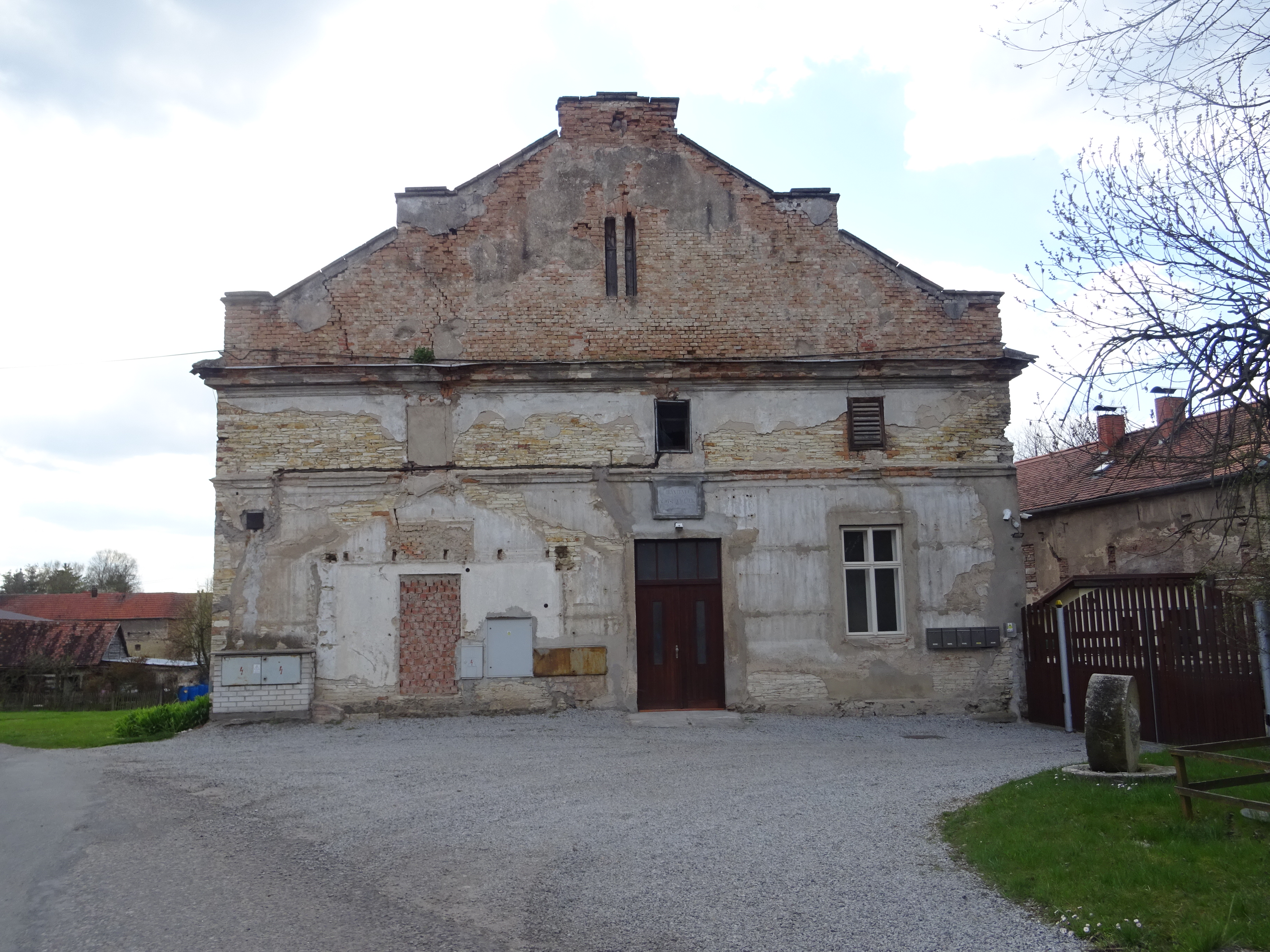
Východní průčelí s portálem
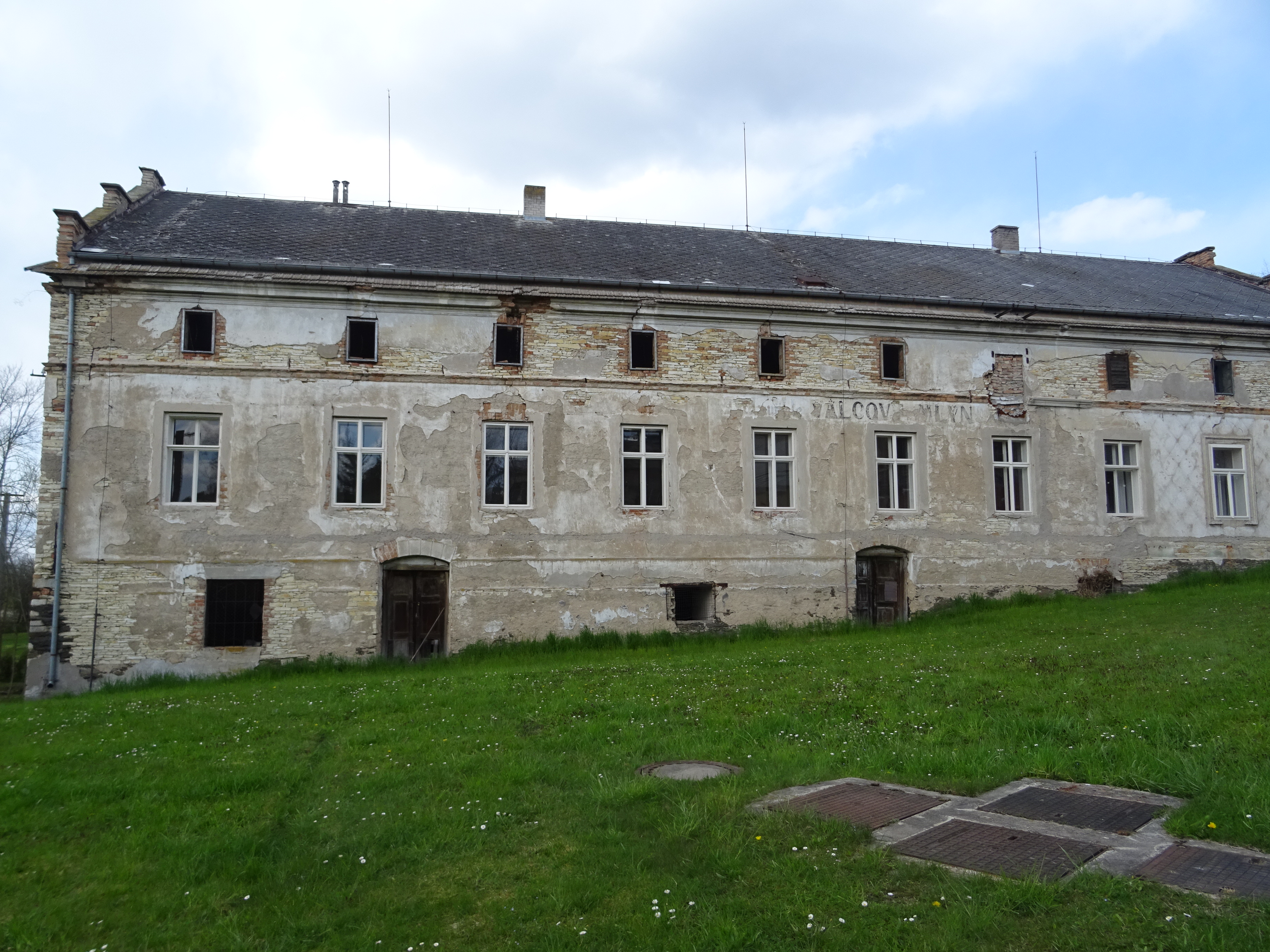
Jiží fasáda s nápisem
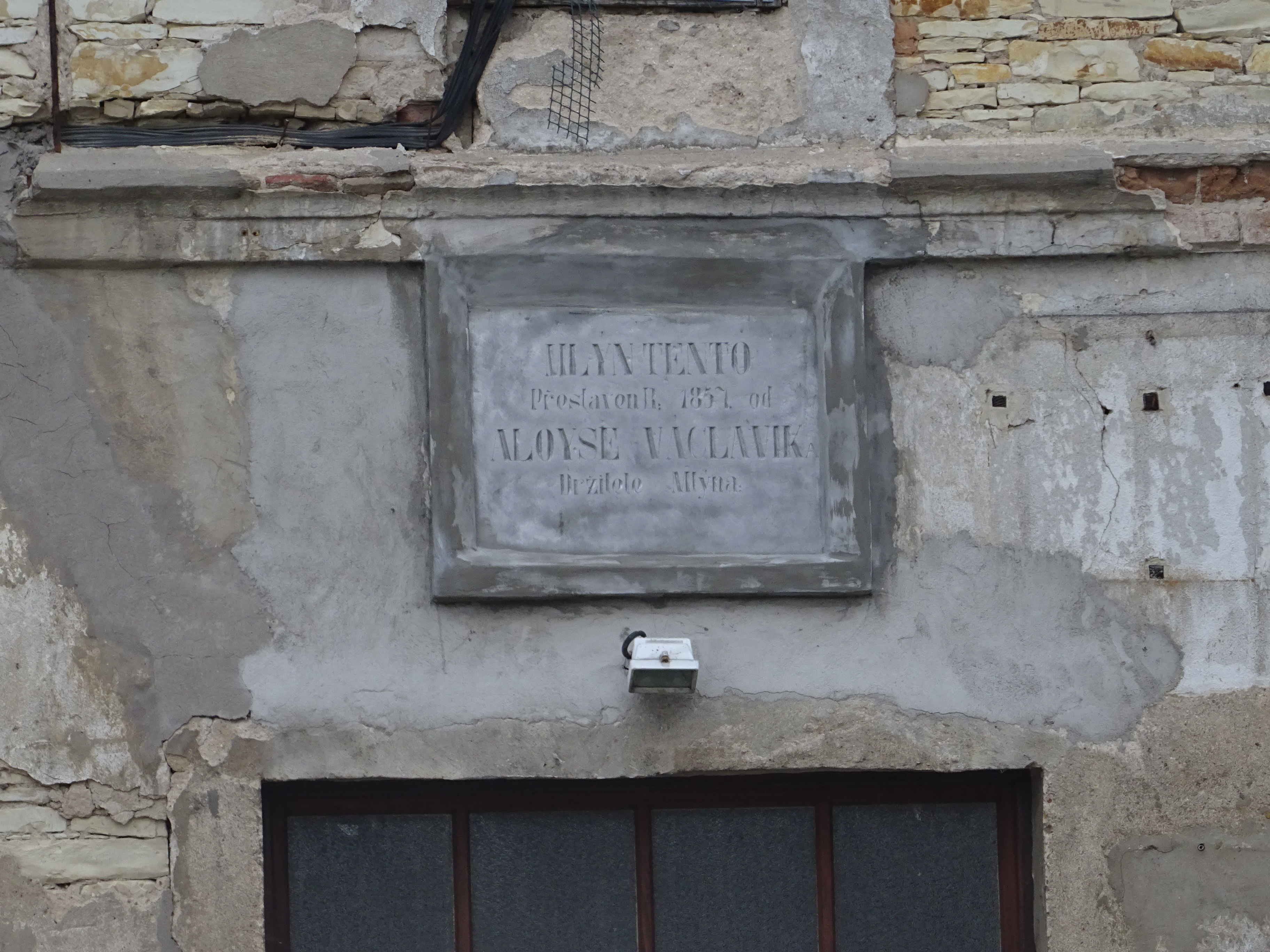
Pamětní deska mlynáře Aloise Václavíka